# Det är en spricka i allt, det är så ljuset kommer in
Det är en spricka i allt, det är så ljuset kommer in är ett album av Pernilla Andersson från 2012.

## Låtlista
| Nr           | Titel                                                | Längd |
| ------------ | ---------------------------------------------------- | ----- |
| 1.           | Judy                                                 | 3:45  |
| 2.           | Boxar-Göran                                          | 4:45  |
| 3.           | Som steg på månen                                    | 3:15  |
| 4.           | I min storm                                          | 4:26  |
| 5.           | Kom regn                                             | 4:34  |
| 6.           | Nåt för dom som väntar                               | 4:25  |
| 7.           | Det är en spricka i allt, det är så ljuset kommer in | 3:26  |
| 8.           | Det ger sig... till slut                             | 4:08  |
| 9.           | Jag är enkel på det viset                            | 4:20  |
| 10.          | Runmaröpsalm                                         | 2:42  |
| 11.          | Huvudet högt (live)                                  | 3:37  |
| Total längd: | Total längd:                                         | 43:23 |

## Listplaceringar
| Lista (2012) | Topplacering |
| ------------ | ------------ |
| Sverige      | 2            |